# Vaahteraliiga 2014
La Vaahteraliiga 2014 è stata la 35ª edizione del campionato di football americano di primo livello, organizzato dalla SAJL.

## Squadre partecipanti
| Club                 | Città     | Stadio | Sponsor ufficiale | Risultato nella stagione 2013 |
| -------------------- | --------- | ------ | ----------------- | ----------------------------- |
| Helsinki 69ers       | Helsinki  |        |                   |                               |
| Helsinki Roosters    | Helsinki  |        |                   |                               |
| Helsinki Wolverines  | Helsinki  |        |                   |                               |
| Kouvola Indians      | Kouvola   |        |                   |                               |
| Porvoon Butchers     | Porvoo    |        |                   |                               |
| Seinäjoki Crocodiles | Seinäjoki |        |                   |                               |
| Turku Trojans        | Turku     |        |                   |                               |
| Vantaan TAFT         | Vantaa    |        |                   |                               |

## Pre-season

### Week 1
| Porvoo 10 maggio 2014, ore 16:00 | Porvoon Butchers                                   | 36 – 14 (13-0 14-7 9-7 0-0) referto | Helsinki Wolverines | Myllymäki\| Arbitri: \| Hautala Immonen J. Riihijarvi Kalliokoski Lehtinen \| |
| Arbitri:                         | Hautala Immonen J. Riihijarvi Kalliokoski Lehtinen |                                     |                     |                                                                               |

| Seinäjoki 11 maggio 2014, ore 16:00 | Seinäjoki Crocodiles                           | 27 – 19 (6-0 14-6 7-7 0-6) referto | Helsinki Roosters | Nordic Nutrients areena (212 spett.)\| Arbitri: \| Lamminsalo H. Nikula Sipi J. Vainio K. Kivimaa \| |
| Arbitri:                            | Lamminsalo H. Nikula Sipi J. Vainio K. Kivimaa |                                    |                   | |

### Week 2
| Kouvola 17 maggio 2014, ore 15:00 | Kouvola Indians | 12 – 38 (0-7 6-10 0-18 6-3) referto | Vantaan TAFT | Lehtomäki (105 spett.)\| Arbitro: \| Hautala \| |
| Arbitro:                          | Hautala         |                                     |              |                                                 |

| Helsinki 18 maggio 2014, ore 12:30 | Helsinki 69ers | 21 – 55 (0-7 0-27 14-14 7-7) referto | Porvoon Butchers | Velodromo di Helsinki (65 spett.) |

| Helsinki 18 maggio 2014, ore 17:00 | Helsinki Wolverines | 8 – 56 (0-14 8-22 0-13 0-7) referto | Turku Trojans | Velodromo di Helsinki |

### Week 3
| Vantaa 24 maggio 2014, ore 15:00 | Vantaan TAFT                                                                | 46 – 6 (14-6 29-0 3-0 0-0) referto | Helsinki 69ers | ISS Stadion (191 spett.)\| Arbitri: \| Hautala Immonen K. Lahtinen J. Riihijarvi Lehtinen J. Karppinen Kalliokoski \| |
| Arbitri:                         | Hautala Immonen K. Lahtinen J. Riihijarvi Lehtinen J. Karppinen Kalliokoski |                                    |                | |

| Helsinki 25 maggio 2014, ore 15:00 | Helsinki Roosters                                       | 51 – 15 (14-0 16-7 14-0 7-8) referto | Kouvola Indians | Velodromo di Helsinki (202 spett.)\| Arbitri: \| Mäkäräinen Immonen Kalliokoski J. Riihijarvi Lamminsalo \| |
| Arbitri:                           | Mäkäräinen Immonen Kalliokoski J. Riihijarvi Lamminsalo |                                      |                 | |

| Turku 25 maggio 2014, ore 16:00 | Turku Trojans                                  | 26 – 7 (12-7 14-0 0-0 0-0) referto | Seinäjoki Crocodiles | Yläkenttä (781 spett.)\| Arbitri: \| Lehtinen J. Vainio K. Kari Seppelin T. Janssen \| |
| Arbitri:                        | Lehtinen J. Vainio K. Kari Seppelin T. Janssen |                                    |                      |                                                                                        |

## Stagione regolare

### Calendario

#### 1ª giornata
| Helsinki 13 giugno 2014, ore 18:30 | Helsinki Wolverines                             | 14 – 79 (0-21 0-21 6-23 8-14) referto | Seinäjoki Crocodiles | Velodromo di Helsinki (160 spett.)\| Arbitri: \| Hautala Immonen Kalliokoski Lehtinen Lamminsalo \| |
| Arbitri:                           | Hautala Immonen Kalliokoski Lehtinen Lamminsalo |                                       |                      | |

| Porvoo 14 giugno 2014, ore 16:00 | Porvoon Butchers                                  | 12 – 28 (0-8 0-6 6-8 6-6) referto | Turku Trojans | Porvoon Keskuskenttä (354 spett.)\| Arbitri: \| Lamminsalo L. Lampinen K. Kari Seppelin T. Jansen \| |
| Arbitri:                         | Lamminsalo L. Lampinen K. Kari Seppelin T. Jansen |                                   |               | |

| Kuusankoski 15 giugno 2014, ore 17:00 | Kouvola Indians                           | 13 – 35 (0-15 7-6 6-6 0-8) referto | Helsinki 69ers | Kuusankosken Urheilupuisto (130 spett.)\| Arbitri: \| Hautala Immonen J. Vainio Sipi Mäkäräinen \| |
| Arbitri:                              | Hautala Immonen J. Vainio Sipi Mäkäräinen |                                    |                | |

| Helsinki 16 giugno 2014, ore 18:30 | Helsinki Roosters                                     | 24 – 7 (0-7 14-0 7-0 3-0) referto | Vantaan TAFT | Velodromo di Helsinki (364 spett.)\| Arbitri: \| Hautala Kalliokoski J. Riihijarvi Mäkäräinen Lehtinen \| |
| Arbitri:                           | Hautala Kalliokoski J. Riihijarvi Mäkäräinen Lehtinen |                                   |              | |

#### Anticipi 1
| Helsinki 23 giugno 2014, ore 18:30 | Helsinki Roosters                                 | 62 – 14 (21-0 21-0 14-8 6-6) referto | Helsinki Wolverines | Velodromo di Helsinki (197 spett.)\| Arbitri: \| Hautala Immonen Kalliokoski K. Kari P. Lamminsalo \| |
| Arbitri:                           | Hautala Immonen Kalliokoski K. Kari P. Lamminsalo |                                      |                     | |

#### 2ª giornata
| Porvoo 27 giugno 2014, ore 18:30 | Porvoon Butchers                                  | 38 – 57 (20-19 0-24 12-14 6-0) referto | Helsinki Roosters | Porvoon Keskuskenttä (256 spett.)\| Arbitri: \| Hautala K. Kari J. Riihijarvi Lehtinen Lamminsalo \| |
| Arbitri:                         | Hautala K. Kari J. Riihijarvi Lehtinen Lamminsalo |                                        |                   | |

| Turku 29 giugno 2014, ore 16:00 | Turku Trojans                              | 27 – 14 (7-0 6-14 6-0 8-0) referto | Vantaan TAFT | Yläkenttä (515 spett.)\| Arbitri: \| Hautala Kalliokoski Sipi K. Kari J. Vainio \| |
| Arbitri:                        | Hautala Kalliokoski Sipi K. Kari J. Vainio |                                    |              |                                                                                    |

| Kouvola 29 giugno 2014, ore 17:00 | Kouvola Indians                                     | 13 – 20 (0-0 0-20 7-0 6-0) referto | Helsinki Wolverines | Kuusankosken Urheilupuisto (100 spett.)\| Arbitri: \| Lehtinen L. Lampinen A. Anttila Seppelin Lamminsalo \| |
| Arbitri:                          | Lehtinen L. Lampinen A. Anttila Seppelin Lamminsalo |                                    |                     | |

#### 3ª giornata
| Seinäjoki 4 luglio 2014, ore 18:30 | Seinäjoki Crocodiles                         | 42 – 10 (21-0 7-3 0-7 14-0) referto | Kouvola Indians | Nordic Nutrients areena (400 spett.)\| Arbitri: \| Hautala H. Nikula Kalliokoski Sipi J. Vainio \| |
| Arbitri:                           | Hautala H. Nikula Kalliokoski Sipi J. Vainio |                                     |                 | |

| Vantaa 5 luglio 2014, ore 15:00 | Vantaan TAFT                                       | 32 – 22 (2-0 13-15 14-7 3-0) referto | Porvoon Butchers | Myyrmäen jalkapallostadion (250 spett.)\| Arbitri: \| Mäkäräinen L. Lampinen Seppelin Lehtinen T. Jansen \| |
| Arbitri:                        | Mäkäräinen L. Lampinen Seppelin Lehtinen T. Jansen |                                      |                  | |

| Helsinki 7 luglio 2014, ore 18:30 | Helsinki Wolverines                          | 0 – 55 (0-14 8-22 0-13 0-7) referto | Helsinki 69ers | Velodromo di Helsinki (324 spett.)\| Arbitri: \| A. Anttila L. Lampinen J. Vainio Kalliokoski \| |
| Arbitri:                          | A. Anttila L. Lampinen J. Vainio Kalliokoski |                                     |                |                                                                                                  |

#### 4ª giornata
| Porvoo 11 luglio 2014, ore 18:30 | Porvoon Butchers                              | 38 – 21 (17-0 0-7 14-14 7-0) referto | Kouvola Indians | Porvoon Keskuskenttä (156 spett.)\| Arbitri: \| Hautala Immonen Kalliokoski K. Kari J. Vainio \| |
| Arbitri:                         | Hautala Immonen Kalliokoski K. Kari J. Vainio |                                      |                 |                                                                                                  |

| Vantaa 12 luglio 2014, ore 15:00 | Vantaan TAFT                                       | 20 – 23 (0-3 0-0 13-7 7-13) referto | Seinäjoki Crocodiles | Myyrmäen jalkapallostadion (261 spett.)\| Arbitri: \| A. Anttila L. Lampinen K. Kari Tikkanen Mäkäräinen \| |
| Arbitri:                         | A. Anttila L. Lampinen K. Kari Tikkanen Mäkäräinen |                                     |                      | |

| Turku 13 luglio 2014, ore 15:00 | Turku Trojans                                    | 58 – 19 (14-8 10-14 7-0 7-0) referto | Helsinki 69ers | Yläkenttä (492 spett.)\| Arbitri: \| A. Anttila J. Karppinen Sipi J. Vainio T. Jansen \| |
| Arbitri:                        | A. Anttila J. Karppinen Sipi J. Vainio T. Jansen |                                      |                |                                                                                          |

#### 5ª giornata
| Porvoo 19 luglio 2014, ore 16:00 | Porvoon Butchers                                    | 69 – 18 (7-12 14-6 34-0 14-0) referto | Helsinki Wolverines | Porvoon Keskuskenttä (251 spett.)\| Arbitri: \| Lehtinen L. Lampinen Immonen Kalliokoski Mäkäräinen \| |
| Arbitri:                         | Lehtinen L. Lampinen Immonen Kalliokoski Mäkäräinen |                                       |                     | |

| Helsinki 20 luglio 2014, ore 14:30 | Helsinki 69ers                                        | 0 – 31 (0-13 0-0 0-18 0-0) referto | Seinäjoki Crocodiles | Velodromo di Helsinki (114 spett.)\| Arbitri: \| Mäkäräinen L. Lampinen Sipi Kalliokoski J. Riihijarvi \| |
| Arbitri:                           | Mäkäräinen L. Lampinen Sipi Kalliokoski J. Riihijarvi |                                    |                      | |

| Helsinki 21 luglio 2014, ore 18:30 | Helsinki Roosters                              | 48 – 41 (17-17 0-10 14-14 17-0) referto | Turku Trojans | Velodromo di Helsinki (751 spett.)\| Arbitri: \| Hautala Immonen Kalliokoski K. Kari Lamminsalo \| |
| Arbitri:                           | Hautala Immonen Kalliokoski K. Kari Lamminsalo |                                         |               | |

#### 6ª giornata
| Helsinki 25 luglio 2014, ore 18:30 | Helsinki 69ers                               | 20 – 55 (6-7 6-13 8-7 0-28) referto | Porvoon Butchers | Velodromo di Helsinki (142 spett.)\| Arbitri: \| Hautala Kalliokoski Seppelin Sipi Mäkäräinen \| |
| Arbitri:                           | Hautala Kalliokoski Seppelin Sipi Mäkäräinen |                                     |                  |                                                                                                  |

| Seinäjoki 26 luglio 2014, ore 16:00 | Seinäjoki Crocodiles                              | 45 – 0 (14-0 17-0 7-0 7-0) referto | Helsinki Roosters | Nordic Nutrients areena (562 spett.)\| Arbitri: \| Hautala H. Nikula Seppelin Kalliokoski Lamminsalo \| |
| Arbitri:                            | Hautala H. Nikula Seppelin Kalliokoski Lamminsalo |                                    |                   | |

| Kotka 26 luglio 2014, ore 16:00 | Kouvola Indians                                      | 14 – 36 (0-14 7-7 7-8 0-7) referto | Vantaan TAFT | Arto Tolsa Areena (250 spett.)\| Arbitri: \| Lamminsalo A. Anttila K. Lahtinen K. Kari Mäkäräinen \| |
| Arbitri:                        | Lamminsalo A. Anttila K. Lahtinen K. Kari Mäkäräinen |                                    |              | |

| Helsinki 27 luglio 2014, ore 16:00 | Helsinki Wolverines                         | 20 – 90 (0-21 20-35 0-20 0-14) referto | Turku Trojans | Velodromo di Helsinki (102 spett.)\| Arbitri: \| Lamminsalo Immonen Sipi J. Vainio T. Jansen \| |
| Arbitri:                           | Lamminsalo Immonen Sipi J. Vainio T. Jansen |                                        |               |                                                                                                 |

#### 7ª giornata
| Vantaa 1º agosto 2014, ore 18:00 | Vantaan TAFT                                          | 38 – 34 (7-6 21-14 7-8 3-6) referto | Helsinki 69ers | Myyrmäen jalkapallostadion (476 spett.)\| Arbitri: \| Hautala Kalliokoski J. Riihijarvi Lehtinen Mäkäräinen \| |
| Arbitri:                         | Hautala Kalliokoski J. Riihijarvi Lehtinen Mäkäräinen |                                     |                | |

| Turku 2 agosto 2014, ore 16:00 | Turku Trojans                                    | 37 – 19 (7-0 10-13 13-0 7-6) referto | Seinäjoki Crocodiles | Yläkenttä (801 spett.)\| Arbitri: \| Mäkäräinen J. Karppinen Sipi J. Vainio T. Jansen \| |
| Arbitri:                       | Mäkäräinen J. Karppinen Sipi J. Vainio T. Jansen |                                      |                      |                                                                                          |

| Helsinki 3 agosto 2014, ore 18:00 | Helsinki Roosters                                       | 80 – 7 (13-0 17-0 34-0 16-7) referto | Kouvola Indians | Velodromo di Helsinki (242 spett.)\| Arbitri: \| Lehtinen L. Lampinen Kalliokoski O. Lilja P. Lamminsalo \| |
| Arbitri:                          | Lehtinen L. Lampinen Kalliokoski O. Lilja P. Lamminsalo |                                      |                 | |

#### 8ª giornata
| Kouvola 8 agosto 2014, ore 18:30 | Kouvola Indians                                    | 24 – 64 (7-14 7-20 7-16 3-14) referto | Turku Trojans | Kuusankosken Urheilupuisto (156 spett.)\| Arbitri: \| Hautala Kalliokoski Lehtinen K. Kivimaa Lamminsalo \| |
| Arbitri:                         | Hautala Kalliokoski Lehtinen K. Kivimaa Lamminsalo |                                       |               | |

| Helsinki 9 agosto 2014, ore 16:00 | Helsinki 69ers                                          | 25 – 31 (6-7 8-6 0-15 11-3) referto | Helsinki Roosters | Velodromo di Helsinki (192 spett.)\| Arbitri: \| Mäkäräinen Immonen Kalliokoski J. Riihijarvi K. Kivimaa \| |
| Arbitri:                          | Mäkäräinen Immonen Kalliokoski J. Riihijarvi K. Kivimaa |                                     |                   | |

| Seinäjoki 9 agosto 2014, ore 16:00 | Seinäjoki Crocodiles                            | 18 – 26 (3-6 0-7 7-0 8-13) referto | Porvoon Butchers | Nordic Nutrients areena (455 spett.)\| Arbitri: \| Hautala K. Lahtinen H. Nikula Tahtinen Lehtinen \| |
| Arbitri:                           | Hautala K. Lahtinen H. Nikula Tahtinen Lehtinen |                                    |                  | |

| Helsinki 11 agosto 2014, ore 18:30 | Helsinki Wolverines                                   | 14 – 31 (0-14 0-10 6-7 8-0) referto | Vantaan TAFT | Velodromo di Helsinki (215 spett.)\| Arbitri: \| Lamminsalo Immonen Kalliokoski Lehtinen P. Lamminsalo \| |
| Arbitri:                           | Lamminsalo Immonen Kalliokoski Lehtinen P. Lamminsalo |                                     |              | |

#### 9ª giornata
| Turku 15 agosto 2014, ore 18:30 | Turku Trojans                                         | 35 – 3 (0-3 7-0 14-0 14-0) referto | Porvoon Butchers | Yläkenttä (825 spett.)\| Arbitri: \| Lamminsalo Hautala O. Tikkanen J. Riihijarvi Lehtinen \| |
| Arbitri:                        | Lamminsalo Hautala O. Tikkanen J. Riihijarvi Lehtinen |                                    |                  |                                                                                               |

| Seinäjoki 16 agosto 2014, ore 16:00 | Seinäjoki Crocodiles                                  | 63 – 0 (14-0 14-0 21-0 14-0) referto | Helsinki Wolverines | Nordic Nutrients areena (335 spett.)\| Arbitri: \| Lehtinen K. Lahtinen T. Jansen Kalliokoski Mäkäräinen \| |
| Arbitri:                            | Lehtinen K. Lahtinen T. Jansen Kalliokoski Mäkäräinen |                                      |                     | |

| Helsinki 16 agosto 2014, ore 16:00 | Helsinki 69ers                                       | 45 – 7 (13-0 25-0 0-7 7-0) referto | Kouvola Indians | Velodromo di Helsinki (126 spett.)\| Arbitri: \| A. Anttila L. Lampinen J. Riihijarvi Sipi K. Kivimaa \| |
| Arbitri:                           | A. Anttila L. Lampinen J. Riihijarvi Sipi K. Kivimaa |                                    |                 | |

| Vantaa 17 agosto 2014, ore 18:30 | Vantaan TAFT                                    | 10 – 17 (0-6 10-3 0-0 0-8) referto | Helsinki Roosters | Myyrmäen jalkapallostadion (440 spett.)\| Arbitri: \| Hautala Immonen Kalliokoski Lehtinen Lamminsalo \| |
| Arbitri:                         | Hautala Immonen Kalliokoski Lehtinen Lamminsalo |                                    |                   | |

#### 10ª giornata
| Vantaa 22 agosto 2014, ore 18:30 | Vantaan TAFT                                 | 0 – 16 (0-0 0-16 0-0 0-0) referto | Turku Trojans | Myyrmäen jalkapallostadion (330 spett.)\| Arbitri: \| Hautala Immonen J. Riihijarvi Sipi T. Jansen \| |
| Arbitri:                         | Hautala Immonen J. Riihijarvi Sipi T. Jansen |                                   |               | |

| Seinäjoki 23 agosto 2014, ore 16:00 | Seinäjoki Crocodiles                                 | 13 – 6 (0-0 7-0 0-0 6-6) referto | Helsinki 69ers | Nordic Nutrients areena (300 spett.)\| Arbitri: \| Mäkäräinen H. Nikula A. Anttila K. Lahtinen Lehtinen \| |
| Arbitri:                            | Mäkäräinen H. Nikula A. Anttila K. Lahtinen Lehtinen |                                  |                | |

| Helsinki 24 agosto 2014, ore 16:00 | Helsinki Wolverines                                    | 43 – 28 (13-0 15-7 0-7 15-14) referto | Kouvola Indians | Velodromo di Helsinki (245 spett.)\| Arbitri: \| Hautala L. Lampinen Kalliokoski Tahtinen J. Riihijarvi \| |
| Arbitri:                           | Hautala L. Lampinen Kalliokoski Tahtinen J. Riihijarvi |                                       |                 | |

| Helsinki 25 agosto 2014, ore 18:00 | Helsinki Roosters                                 | 47 – 20 (9-0 14-0 10-8 14-12) referto | Porvoon Butchers | Velodromo di Helsinki (272 spett.)\| Arbitri: \| Lamminsalo Immonen Kalliokoski K. Kari Mäkäräinen \| |
| Arbitri:                           | Lamminsalo Immonen Kalliokoski K. Kari Mäkäräinen |                                       |                  | |

#### 11ª giornata
| Helsinki 27 agosto 2014, ore 17:30 | Helsinki 69ers                                   | 54 – 12 (34-12 12-0 8-0 0-0) referto | Helsinki Wolverines | Velodromo di Helsinki (158 spett.)\| Arbitri: \| Hautala Kalliokoski O. Lilja Lehtinen Lamminsalo \| |
| Arbitri:                           | Hautala Kalliokoski O. Lilja Lehtinen Lamminsalo |                                      |                     | |

| Turku 29 agosto 2014, ore 18:30 | Turku Trojans                                   | 10 – 21 (0-0 0-7 10-7 0-7) referto | Helsinki Roosters | Yläkenttä (1001 spett.)\| Arbitri: \| Hautala Kalliokoski J. Bruun Lehtinen T. Jansen \| |
| Arbitri:                        | Hautala Kalliokoski J. Bruun Lehtinen T. Jansen |                                    |                   |                                                                                          |

| Porvoo 30 agosto 2014, ore 16:00 | Porvoon Butchers                                    | 42 – 21 (14-7 7-0 0-7 21-7) referto | Vantaan TAFT | Porvoon Keskuskenttä (356 spett.)\| Arbitri: \| Lamminsalo H. Nikula Kalliokoski K. Kari Mäkäräinen \| |
| Arbitri:                         | Lamminsalo H. Nikula Kalliokoski K. Kari Mäkäräinen |                                     |              | |

| Kouvola 31 agosto 2014, ore 16:00 | Kouvola Indians                                      | 13 – 40 (7-14 7-20 7-16 3-14) referto | Seinäjoki Crocodiles | Kuusankosken Urheilupuisto (60 spett.)\| Arbitri: \| Lamminsalo H. Nikula Kalliokoski Lehtinen Mäkäräinen \| |
| Arbitri:                          | Lamminsalo H. Nikula Kalliokoski Lehtinen Mäkäräinen |                                       |                      | |

### Classifica
La classifica della regular season è la seguente:
- PCT = percentuale di vittorie, G = partite giocate, V = partite vinte,  P = partite perse, PF = punti fatti, PS = punti subiti

| Pos. | Squadra              | PCT  | G  | V | N | P  | PF  | PS  |
| ---- | -------------------- | ---- | -- | - | - | -- | --- | --- |
| 1    | Helsinki Roosters    | .900 | 10 | 9 | 0 | 1  | 387 | 217 |
| 2    | Turku Trojans        | .500 | 10 | 8 | 0 | 2  | 406 | 180 |
| 3    | Seinäjoki Crocodiles | .800 | 10 | 8 | 0 | 2  | 373 | 126 |
| 4    | Porvoon Butchers     | .500 | 10 | 5 | 0 | 5  | 325 | 297 |
| 5    | Vantaan TAFT         | .400 | 10 | 4 | 0 | 6  | 209 | 233 |
| 6    | Helsinki 69ers       | .400 | 10 | 4 | 0 | 6  | 293 | 258 |
| 7    | Helsinki Wolverines  | .200 | 10 | 2 | 0 | 8  | 155 | 544 |
| 8    | Kouvola Indians      | .000 | 10 | 0 | 0 | 10 | 150 | 543 |

## Playoff e playout

### Tabellone
|  | Semifinali | Semifinali           | Semifinali |               |   | XXXV Vaahterahmalja | XXXV Vaahterahmalja | XXXV Vaahterahmalja |  |
|  |            |                      |            |               |   |                     |                     |                     |  |
|  | 1          | Helsinki Roosters    | 32         |               |   |                     |                     |                     |  |
|  | 1          | Helsinki Roosters    | 32         |               |   |                     |                     |                     |  |
|  | 4          | Porvoon Butchers     | 0          |               |   |                     |                     |                     |  |
|  | 4          | Porvoon Butchers     | 0          |               | 1 | Helsinki Roosters   | 21                  |                     |  |
|  |            |                      |            |               | 1 | Helsinki Roosters   | 21                  |                     |  |
|  |            |                      | 2          | Turku Trojans | 7 |                     |                     |                     |  |
|  | 2          | Turku Trojans        | 2          | Turku Trojans | 7 | 28                  |                     |                     |  |
|  | 2          | Turku Trojans        |            |               |   |                     |                     |                     |  |
|  | 3          | Seinäjoki Crocodiles | 7          |               |   |                     |                     |                     |  |

### Semifinali
| Helsinki 6 settembre 2014, ore 15:00 | Helsinki Roosters                                    | 32 – 0 (7-0 0-0 10-0 15-0) referto | Porvoon Butchers | Velodromo di Helsinki (401 spett.)\| Arbitri: \| Lamminsalo H. Nikula Kalliokoski Lehtinen Mäkäräinen \| |
| Arbitri:                             | Lamminsalo H. Nikula Kalliokoski Lehtinen Mäkäräinen |                                    |                  | |

| Turku 7 settembre 2014, ore 15:00 | Turku Trojans                                | 28 – 7 (0-7 15-0 6-0 7-0) referto | Seinäjoki Crocodiles | Yläkenttä (974 spett.)\| Arbitri: \| Hautala Immonen Sipi J. Riihijarvi T. Jansen \| |
| Arbitri:                          | Hautala Immonen Sipi J. Riihijarvi T. Jansen |                                   |                      |                                                                                      |

### XXXV Vaahteramalja
| Helsinki 13 settembre 2014, ore 18:00 | Helsinki Roosters                             | 21 – 7 (7-0 0-0 7-0 7-7) referto | Turku Trojans | Sonera Stadium (3015 spett.)\| Arbitri: \| Lamminsalo Immonen Sipi Kalliokoski T. Jansen \| |
| Arbitri:                              | Lamminsalo Immonen Sipi Kalliokoski T. Jansen |                                  |               |                                                                                             |

## Verdetti
- Helsinki Roosters Campioni della Finlandia 2014

## Marcatori
| Giocatore        | Sq.                  | TD rush | TD recv | TD int | TD p.ret | TD k.ret | TD oth | Xp1    | Xp2   | FG    | Saf   | Totale |
| ---------------- | -------------------- | ------- | ------- | ------ | -------- | -------- | ------ | ------ | ----- | ----- | ----- | ------ |
| R.J. Long        | Helsinki 69ers       | 0+0     | 3+17    | 1+0    | 0+0      | 0+0      | 0+0    | 0+0    | 1+2   | 0+0   | 0+0   | 132    |
| R. Jackson       | Porvoon Butchers     | 0+19    | 0+0     | 0+0    | 0+0      | 0+1      | 0+0    | 0+0    | 0+0   | 0+0   | 0+0   | 120    |
| K. Cutlan        | Seinäjoki Crocodiles | 0+2+0   | 0+14+1  | 0+0+0  | 0+0+0    | 0+0+0    | 0+0+0  | 0+11+1 | 0+0+0 | 0+1+0 | 0+0+0 | 117    |
| Crawford         | Turku Trojans        | 0+15+2  | 0+1+0   | 0+0+0  | 0+0+0    | 0+0+0    | 0+0+0  | 0+4+0  | 0+0+0 | 0+0+0 | 0+0+0 | 112    |
| Taylor-Spears    | Helsinki Roosters    | 1+7+1   | 0+5+0   | 0+0+0  | 0+0+0    | 0+2+0    | 0+0+0  | 0+0+0  | 0+0+0 | 0+0+0 | 0+0+0 | 96     |
| V. Rajamaki      | Seinäjoki Crocodiles | 0+0     | 2+5     | 0+0    | 0+0      | 0+0      | 0+0    | 4+32   | 0+0   | 0+3   | 0+0   | 87     |
| Saloranta        | Turku Trojans        | 0+0     | 3+10    | 0+0    | 0+0      | 0+0      | 0+0    | 1+0    | 0+0   | 0+0   | 0+0   | 79     |
| I. Laitinen      | Helsinki Roosters    | 0+0+0   | 0+2+0   | 0+0+0  | 0+0+0    | 0+0+0    | 0+0+0  | 7+26+6 | 0+0+0 | 0+7+1 | 0+0+0 | 75     |
| R. Brown jr.     | Turku Trojans        | 0+0     | 1+8     | 0+0    | 0+1      | 0+1      | 0+0    | 0+0    | 1+3   | 0+0   | 0+0   | 74     |
| 2 giocatori      | 70                   |         |         |        |          |          |        |        |       |       |       |        |
| C. McCrea        | Helsinki 69ers       | 4       | 1       | 0      | 1        | 1        | 1      | 0      | 1     | 0     | 0     | 50     |
| 2 giocatori      | 48                   |         |         |        |          |          |        |        |       |       |       |        |
| 2 giocatori      | 45                   |         |         |        |          |          |        |        |       |       |       |        |
| 2 giocatori      | 44                   |         |         |        |          |          |        |        |       |       |       |        |
| 2 giocatori      | 42                   |         |         |        |          |          |        |        |       |       |       |        |
| J. Roiko         | Porvoon Butchers     | 0+0     | 0+0     | 0+0    | 0+0      | 0+0      | 0+0    | 0+33   | 0+0   | 0+2   | 0+0   | 39     |
| 3 giocatori      | 38                   |         |         |        |          |          |        |        |       |       |       |        |
| 4 giocatori      | 36                   |         |         |        |          |          |        |        |       |       |       |        |
| J. Raatikainen   | Turku Trojans        | 3+2     | 0+0     | 0+0    | 0+0      | 0+0      | 0+0    | 0+0    | 0+2   | 0+0   | 0+0   | 34     |
| J. Luiro         | Vantaan TAFT         | 0       | 5       | 0      | 0        | 0        | 0      | 0      | 1     | 0     | 0     | 32     |
| 5 giocatori      | 30                   |         |         |        |          |          |        |        |       |       |       |        |
| J. Majander      | Helsinki Roosters    | 0+0+0   | 0+0+2   | 0+0+0  | 0+0+0    | 0+0+0    | 0+0+0  | 0+11+0 | 0+0+0 | 0+2+0 | 0+0+0 | 29     |
| J. Yli-Arvela    | Turku Trojans        | 0+0+0   | 1+2+1   | 0+0+0  | 0+0+0    | 0+0+0    | 0+0+0  | 0+0+0  | 0+2+0 | 0+0+0 | 0+0+0 | 28     |
| A. Karjala       | Helsinki Wolverines  | 0       | 4       | 0      | 0        | 0        | 0      | 0      | 1     | 0     | 0     | 26     |
| 3 giocatori      | 24                   |         |         |        |          |          |        |        |       |       |       |        |
| T. Mankki        | Turku Trojans        | 0+0+0   | 0+2+1   | 0+0+0  | 0+0+0    | 0+0+0    | 0+0+0  | 5+0+0  | 0+0+0 | 0+0+0 | 0+0+0 | 23     |
| R. Bell          | Helsinki 69ers       | 1       | 0       | 1      | 0        | 0        | 1      | 0      | 2     | 0     | 0     | 22     |
| 3 giocatori      | 20                   |         |         |        |          |          |        |        |       |       |       |        |
| 8 giocatori      | 18                   |         |         |        |          |          |        |        |       |       |       |        |
| l. Pehu-Lehtonen | Helsinki Roosters    | 0+0     | 1+1     | 0+0    | 0+0      | 0+0      | 0+0    | 1+2    | 1+0   | 0+0   | 0+0   | 17     |
| J. Luokkakallio  | Helsinki 69ers       | 0       | 1       | 0      | 0        | 0        | 1      | 0      | 2     | 0     | 0     | 16     |
| 2 giocatori      | 14                   |         |         |        |          |          |        |        |       |       |       |        |
| A. Kuhlman       | Kouvola Indians      | 0       | 0       | 0      | 0        | 0        | 0      | 10     | 0     | 1     | 0     | 13     |
| 15 giocatori     | 12                   |         |         |        |          |          |        |        |       |       |       |        |
| 5 giocatori      | 8                    |         |         |        |          |          |        |        |       |       |       |        |
| 3 giocatori      | 7                    |         |         |        |          |          |        |        |       |       |       |        |
| 24 giocatori     | 6                    |         |         |        |          |          |        |        |       |       |       |        |
| H. Winter        | Helsinki Wolverines  | 0       | 0       | 0      | 0        | 0        | 0      | 5      | 0     | 0     | 0     | 5      |
| 8 giocatori      | 2                    |         |         |        |          |          |        |        |       |       |       |        |
| 2 giocatori      | 1                    |         |         |        |          |          |        |        |       |       |       |        |

- Miglior marcatore della pre-season: R. Pineda ( Porvoon Butchers) e J. Dixon ( Kouvola Indians), 30
- Miglior marcatore della stagione regolare: R. Jackson ( Porvoon Butchers), 120
- Miglior marcatore dei playoff: Taylor-Spears e J. Majander ( Helsinki Roosters), 12
- Miglior marcatore della stagione: R.J. Long ( Helsinki 69ers), 132
- Miglior marcatore della stagione (esclusa la pre-season): R. Jackson ( Porvoon Butchers), 120

## Passer rating
La classifica tiene in considerazione soltanto i quarterback con almeno 10 lanci effettuati.
| Giocatore     | Sq.                  | G      | Att       | Comp      | Int    | Yds          | TD     | NFL    | NCAA   |
| ------------- | -------------------- | ------ | --------- | --------- | ------ | ------------ | ------ | ------ | ------ |
| S. Berndtsson | Turku Trojans        | 2+3+0  | 50+11+0   | 28+4+0    | 1+0+0  | 523+100+0    | 8+1+0  | 121,11 | 183,66 |
| R. Johnson    | Helsinki Roosters    | 1+4+0  | 8+105+0   | 5+72+0    | 0+6+0  | 131+975+0    | 2+10+0 | 112,92 | 174,78 |
| D. Webster    | Seinäjoki Crocodiles | 2+10+1 | 48+279+37 | 23+155+17 | 1+8+5  | 329+2201+154 | 4+33+1 | 96,22  | 142,27 |
| J. Thomas     | Helsinki 69ers       | 1+4    | 1+80      | 0+45      | 1+2    | 0+564        | 0+7    | 90,77  | 135,16 |
| M. Ivory      | Helsinki 69ers       | 2+6    | 76+203    | 36+111    | 3+6    | 372+1728     | 3+16   | 86,61  | 131,94 |
| Shelton       | Helsinki Roosters    | 0+5+2  | 0+179+48  | 0+97+29   | 0+2+0  | 0+1145+297   | 0+12+4 | 94,63  | 130,36 |
| J. West       | Turku Trojans        | 0+10+2 | 0+239+50  | 0+127+22  | 0+10+1 | 0+1592+246   | 0+23+3 | 85,68  | 127,06 |
| P. Garcia     | Kouvola Indians      | 4      | 123       | 61        | 4      | 850          | 6      | 74,92  | 117,24 |
| J. Kelly      | Vantaan TAFT         | 2+9    | 27+288    | 11+139    | 2+15   | 162+1771     | 5+18   | 69,19  | 112,47 |
| Vazquez-Dyer  | Helsinki Wolverines  | 3      | 18        | 10        | 1      | 104          | 1      | 67,82  | 111,31 |
| E. Matikainen | Helsinki Roosters    | 2+4    | 52+67     | 33+32     | 3+9    | 290+415      | 5+4    | 57,91  | 109,18 |
| C. Johnson    | Helsinki Wolverines  | 2+8    | 56+322    | 25+148    | 2+11   | 312+2055     | 3+17   | 69,62  | 108,95 |
| Harris        | Porvoon Butchers     | 2+10+1 | 31+173+10 | 16+71+3   | 2+7+1  | 287+1032+59  | 4+10+0 | 66,30  | 108,39 |
| M. Lautamatti | Kouvola Indians      | 2+3    | 42+45     | 23+20     | 2+3    | 312+213      | 3+1    | 59,79  | 103,79 |
| J. Dixon      | Kouvola Indians      | 1+5    | 31+107    | 10+52     | 0+7    | 80+709       | 1+5    | 56,70  | 97,16  |
| C. McCrea     | Helsinki 69ers       | 4      | 15        | 6         | 1      | 83           | 1      | 52,92  | 95,15  |
| H. Kauhanen   | Kouvola Indians      | 1+2    | 9+25      | 4+13      | 1+2    | 24+140       | 0+1    | 36,89  | 82,58  |
| J. Alanen     | Vantaan TAFT         | 2+0    | 24+0      | 9+0       | 0+0    | 63+0         | 0+0    | 45,83  | 59,55  |
| H. Winter     | Helsinki Wolverines  | 3      | 70        | 25        | 8      | 290          | 0      | 9,52   | 47,66  |

- Miglior QB della pre-season: S. Berndtsson ( Turku Trojans), 192,66
- Miglior QB della stagione regolare: R. Johnson ( Helsinki Roosters), 166,57
- Miglior QB dei playoff: Shelton ( Helsinki Roosters), 139,89
- Miglior QB della stagione: S. Berndtsson ( Turku Trojans), 183,66
- Miglior QB della stagione (esclusa la pre-season): R. Johnson ( Helsinki Roosters), 166,57